# Kwon Young-jin (homme politique)
Pour les articles homonymes, voir Kwon (homonymie).
Kwon Young-jin (coréen : 권영진; né le 10 décembre 1962) est un homme politique sud-coréen qui occupe depuis 2014 le poste de maire de Daegu.